# San Antonio kommun, Copán
San Antonio är en kommun i Honduras.   Den ligger i departementet Departamento de Copán, i den västra delen av landet, 210 km nordväst om huvudstaden Tegucigalpa. Antalet invånare är 9 465. Arean är 119 kvadratkilometer.
Terrängen i San Antonio är kuperad åt sydost, men åt nordväst är den bergig.